# Bertie's Stratagem
Bertie's Stratagem è un cortometraggio muto del 1915 diretto da Lee Beggs.

## Trama
Trama di Moving Picture World synopsis in (EN)  su IMDb

## Produzione
Il film fu prodotto dalla Vitagraph Company of America.

## Distribuzione
Distribuito dalla General Film Company, il film - un cortometraggio in una bobina - uscì nelle sale cinematografiche statunitensi l'8 luglio 1915.